# Campeonato Amazonense
El Campeonato Amazonense es el campeonato de fútbol estadual del estado de Amazonas, en el Norte de Brasil. El torneo es organizado por la  Federação Amazonense de Futebol y adoptó el profesionalismo en el año 1964.

## Campeones

### Fase Amateur
| Temporada | Campeón             | Subcampeón          |
| --------- | ------------------- | ------------------- |
| 1914      | Manaos Athletic     | Nacional            |
| 1915      | Manaos Athletic     | ----------          |
| 1916      | Nacional            | Rio Negro           |
| 1917      | Nacional            | Rio Negro           |
| 1918      | Nacional            | Rio Negro           |
| 1919      | Nacional            | Manaos Sporting     |
| 1920      | Nacional            | Rio Negro           |
| 1921      | Rio Negro           | Nacional            |
| 1922      | Nacional            | Rio Negro           |
| 1923      | Nacional            | Rio Negro           |
| 1924      | No disputado        | No disputado        |
| 1925      | No disputado        | No disputado        |
| 1926      | Rio Negro           | Nacional            |
| 1927      | Rio Negro           | Luso                |
| 1928      | Cruzeiro do Sul     | Rio Negro           |
| 1929      | Manaos Sporting     | Cruzeiro do Sul     |
| 1930      | Cruzeiro do Sul     | ----------          |
| 1931      | Rio Negro           | ----------          |
| 1932      | Rio Negro           | Nacional Fast Clube |
| 1933      | Nacional            | Nacional Fast Clube |
| 1934      | Portuguesa          | Nacional Fast Clube |
| 1935      | Portuguesa          | Nacional Fast Clube |
| 1936      | Nacional            | Nacional Fast Clube |
| 1937      | Nacional            | Nacional Fast Clube |
| 1938      | Rio Negro           | Nacional Fast Clube |
| 1939      | Nacional            | Rio Negro           |
| 1940      | Rio Negro           | Nacional            |
| 1941      | Nacional            | Rio Negro           |
| 1942      | Nacional            | Nacional Fast Clube |
| 1943      | Rio Negro           | Olímpico            |
| 1944      | Olímpico            | Rio Negro           |
| 1945      | Nacional            | Rio Negro           |
| 1946      | Nacional            | Olímpico            |
| 1947      | Olímpico            | Nacional Fast Clube |
| 1948      | Nacional Fast Clube | Barés               |
| 1949      | Nacional Fast Clube | Eldorado            |
| 1950      | Nacional            | Nacional Fast Clube |
| 1951      | América             | Nacional Fast Clube |
| 1952      | América             | Nacional Fast Clube |
| 1953      | América             | Nacional Fast Clube |
| 1954      | América             | Nacional            |
| 1955      | Fast Clube          | América             |
| 1956      | Auto Esporte        | Nacional            |
| 1957      | Nacional            | Nacional Fast Clube |
| 1958      | Santos-AM           | Auto Esporte        |
| 1959      | Auto Esporte        | Nacional            |
| 1960      | Nacional Fast Clube | América             |
| 1961      | São Raimundo        | Rio Negro           |
| 1962      | Rio Negro           | Nacional            |
| 1963      | Nacional            | América             |

### Fase Profesional
| Temporada | Campeón              | Subcampeón           |
| --------- | -------------------- | -------------------- |
| 1964      | Nacional             | São Raimundo         |
| 1965      | Rio Negro            | Nacional             |
| 1966      | São Raimundo         | Rio Negro            |
| 1967      | Olímpico             | Nacional             |
| 1968      | Nacional             | Nacional Fast Clube  |
| 1969      | Nacional             | Nacional Fast Clube  |
| 1970      | Nacional Fast Clube  | Nacional             |
| 1971      | Nacional Fast Clube  | Rodoviária           |
| 1972      | Nacional             | Nacional Fast Clube  |
| 1973      | Rodoviária           | Rio Negro            |
| 1974      | Nacional             | Rio Negro            |
| 1975      | Rio Negro            | Nacional             |
| 1976      | Nacional             | Rio Negro            |
| 1977      | Nacional             | Nacional Fast Clube  |
| 1978      | Nacional             | Nacional Fast Clube  |
| 1979      | Nacional             | Rio Negro            |
| 1980      | Nacional             | Rio Negro            |
| 1981      | Nacional             | Nacional Fast Clube  |
| 1982      | Rio Negro            | Nacional             |
| 1983      | Nacional             | Rio Negro            |
| 1984      | Nacional             | Rio Negro            |
| 1985      | Nacional             | Rio Negro            |
| 1986      | Nacional             | Rio Negro            |
| 1987      | Rio Negro            | Nacional             |
| 1988      | Rio Negro            | América              |
| 1989      | Rio Negro            | Nacional             |
| 1990      | Rio Negro            | Nacional             |
| 1991      | Nacional             | Nacional Fast Clube  |
| 1992      | Sul América          | Rio Negro            |
| 1993      | Sul América          | Nacional             |
| 1994      | América              | Nacional             |
| 1995      | Nacional             | Princesa do Solimões |
| 1996      | Nacional             | Cliper               |
| 1997      | São Raimundo         | Princesa do Solimões |
| 1998      | São Raimundo         | Rio Negro            |
| 1999      | São Raimundo         | Rio Negro            |
| 2000      | Nacional             | São Raimundo         |
| 2001      | Rio Negro            | Nacional             |
| 2002      | Nacional             | Cliper               |
| 2003      | Nacional             | Rio Negro            |
| 2004      | São Raimundo         | Grêmio Coariense     |
| 2005      | Grêmio Coariense     | Nacional             |
| 2006      | São Raimundo         | Nacional Fast Clube  |
| 2007      | Nacional             | Nacional Fast Clube  |
| 2008      | Holanda              | Nacional Fast Clube  |
| 2009      | América              | Nacional             |
| 2010      | Penarol              | Nacional Fast Clube  |
| 2011      | Penarol              | Nacional             |
| 2012      | Nacional             | Nacional Fast Clube  |
| 2013      | Princesa do Solimões | Nacional             |
| 2014      | Nacional             | Princesa do Solimões |
| 2015      | Nacional             | Princesa do Solimões |
| 2016      | Nacional Fast Clube  | Princesa do Solimões |
| 2017      | Manaus               | Nacional             |
| 2018      | Manaus               | Nacional Fast Clube  |
| 2019      | Manaus               | Nacional Fast Clube  |
| 2020      | Penarol              | Manaus               |
| 2021      | Manaus               | São Raimundo         |
| 2022      | Manaus               | Princesa do Solimões |
| 2023      | Amazonas FC          | Manauara             |
| 2024      | Manaus               | Amazonas FC          |
| 2025      | Amazonas FC          | Nacional             |

## Títulos por club
| Club                 | Ciudad           | Campeón | Años campeón |
| -------------------- | ---------------- | ------- | --- |
| Nacional             | Manaus           | 43      | 1916, 1917, 1918, 1919, 1920, 1922, 1923, 1933, 1936, 1937, 1939, 1941, 1942, 1945, 1946, 1950, 1957, 1963, 1964, 1968, 1969, 1972, 1974, 1976, 1977, 1978, 1979, 1980, 1981, 1983, 1984, 1985, 1986, 1991, 1995, 1996, 2000, 2002, 2003, 2007, 2012, 2014, 2015 |
| Rio Negro            | Manaus           | 17      | 1921, 1926, 1927, 1931, 1932, 1938, 1940, 1943, 1962, 1965, 1975, 1982, 1987, 1988, 1989, 1990, 2001 |
| São Raimundo         | Manaus           | 7       | 1961, 1966, 1997, 1998, 1999, 2004, 2006 |
| Nacional Fast Clube  | Manaus           | 7       | 1948, 1949, 1955, 1960, 1970, 1971, 2016 |
| América              | Manaus           | 6       | 1951, 1952, 1953, 1954, 1994, 2009 |
| Manaus               | Manaus           | 6       | 2017, 2018, 2019, 2021, 2022, 2024 |
| Olímpico             | Manaus           | 3       | 1944, 1947, 1967 |
| Penarol              | Itacoatiara      | 3       | 2010, 2011, 2020 |
| Manaos Athletic      | Manaus           | 2       | 1914, 1915 |
| Cruzeiro do Sul      | Manaus           | 2       | 1928, 1930 |
| Portuguesa           | Manaus           | 2       | 1934, 1935 |
| Auto Esporte         | Manaus           | 2       | 1956, 1959 |
| Sul América          | Manaus           | 2       | 1992, 1993 |
| Amazonas FC          | Manaus           | 2       | 2023, 2025 |
| Manaos Sporting      | Manaus           | 1       | 1929 |
| Santos               | Manaus           | 1       | 1958 |
| Rodoviária           | Manaus           | 1       | 1973 |
| Grêmio Coariense     | Coari            | 1       | 2005 |
| Holanda              | Rio Preto da Eva | 1       | 2008 |
| Princesa do Solimões | Manacapuru       | 1       | 2013 |